# Adams megye (Wisconsin)
Adams megye az Amerikai Egyesült Államokban, azon belül Wisconsin államban található. Megyeszékhelye Friendship, legnagyobb városa Adams. Lakosainak száma 20 654 fő (2020. április 1.). Adams megye Wood, Portage, Waushara, Marquette, Columbia, Sauk és Juneau megyékkel határos.

## Népesség
A megye népességének változása:
| Lakosok száma | 20 866 | 20 900 | 20 530 | 20 480 | 20 148 | 20 654 |
|               | 2010   | 2011   | 2012   | 2013   | 2015   | 2020   |